# Lepturges sexvittatus
Lepturges sexvittatus là một loài bọ cánh cứng trong họ Cerambycidae.